# 岩元勝平
岩元 勝平（いわもと しょうへい、1989年〈平成元年〉8月23日 - ）は、日本の男子近代五種競技の元選手である。鹿児島県出身。鹿児島実業高等学校卒業。自衛隊体育学校所属の陸上自衛官（2021年時点で3等陸曹）。2014年アジア大会個人銅メダル・団体銀メダル。2016年リオ五輪および2020年東京五輪（2021年開催）に出場。

## 経歴
私立鹿児島実業高校を卒業後、2008年に自衛隊に入隊した。翌2009年から自衛隊体育学校に所属し、競泳から近代五種に転向した。
高校時代までは水泳選手として活躍しており、それまでは近代五種という種目すら知らなかったが、自衛隊からのスカウトをきっかけに近代五種の選手として活躍するようになった。体育学校入校後から始めた競技が多く、メンタルの弱さを弱点としていたが、後に日本を代表する選手に成長した。
2014年に韓国の仁川市で開催されたアジア大会では、個人では銅メダル（1423点）を、三口智也・大久保譲・藤井真也と出場した団体では銀メダル（5503点）を獲得した。
また、2012年・2013年・2014年・2017年に近代五種全日本選手権大会で優勝したほか、2016年リオデジャネイロオリンピックで29位となった。
2018年のアジア大会では8位。また、同年のW杯では日本男子歴代最高の6位という好成績を残した。
2019年アジア・オセアニア選手権のチームリレーミックスでは5位になった。
2021年に東京オリンピックに出場し、28位となった。同年11月の全日本選手権を最後に現役を引退した。